# بروس سكوت (سياسي)
بروس سكوت (بالإنجليزية: Bruce Scott)‏ هو سياسي أسترالي، ولد في 20 أكتوبر 1943 في أستراليا. حزبياً، نشط في الحزب الوطني الأسترالي. وقد انتخب عضو مجلس النواب الأسترالي عن دائرة Division of Maranoa ‏ (24 مارس 1990 – 9 مايو 2016).